# Annekathrin Giegengack
Annekathrin Giegengack (* 22. Juli 1970 in Karl-Marx-Stadt) ist eine deutsche Politikerin (Bündnis 90/Die Grünen). Von 2009 bis 2014 war sie Abgeordnete des Sächsischen Landtags.

## Lebenslauf
Nach dem Abitur 1989 studierte Giegengack von 1990 bis 1994 Sozialpädagogik an der Katholischen Universität Eichstätt-Ingolstadt. Danach arbeitete sie als Sozialarbeiterin bei der Wohnungslosenhilfe Chemnitz (1994 bis 2000) und studierte Politik, Soziologie und Theologie an der Technischen Universität Chemnitz und der Universität Leipzig. Von 2000 bis 2005 war sie wissenschaftliche Mitarbeiterin an der Theologischen Fakultät der Universität Leipzig. Seit 2001 hatte sie ein Lehrmandat an der Sächsischen Sozialakademie Chemnitz und der Studienakademie Breitenbrunn. 
Giegengack ist evangelisch-lutherischer Konfession. Sie ist geschieden und lebt in Chemnitz. Mit Volkmar Zschocke hat sie ein gemeinsames Kind.

## Politische Karriere
2001 trat Giegengack den Grünen bei. Von 2004 bis 2009 war sie Stadträtin und Geschäftsführerin der Grünen-Fraktion im Stadtrat von Chemnitz. Bei der Landtagswahl 2009 kandidierte Annekathrin Giegengack erfolglos als Direktkandidatin im Wahlkreis Chemnitz 3, zog aber über die Landesliste in den Sächsischen Landtag ein. Sie ist dort Mitglied im Ausschuss für Schule und Sport. Im März 2010 legte sie ihr Stadtratsmandat in Chemnitz nieder. Bei der Landtagswahl 2014 kandidierte Giegengack nicht.